# Bob Jessop
Bob Jessop (nacido el 3 de marzo de 1946) es un académico y escritor británico que ha publicado extensamente sobre teoría del Estado y economía política. Actualmente es profesor distinguido de sociología en la Universidad de Lancaster. 

## Aportes
La principal contribución de Jessop a la teoría del Estado es tratarlo no como una entidad sino como una relación social con efectos estratégicos diferenciales. Esto significa que el Estado no es algo con una propiedad fija y esencial, como un coordinador neutral de diferentes intereses sociales, un actor corporativo autónomo con sus propios objetivos e intereses burocráticos, o el "comité ejecutivo de la burguesía", como a menudo describen los pluralistas, elitistas / estatistas y marxistas convencionales respectivamente. Por el contrario, lo que determina esencialmente al Estado es la naturaleza de las relaciones sociales más amplias en las que está situado, especialmente el equilibrio de las fuerzas sociales. 
El Estado puede entenderse así de la siguiente manera: Primero, el estado tiene variadas naturalezas, aparatos y límites de acuerdo con sus desarrollos históricos y geográficos, así como sus coyunturas específicas. Uno de estos aparatos son los proyectos estatales que incluyen un mecanismo llamado por Jessop selectividad estructural. Afirma que las estructuras estatales "ofrecen oportunidades desiguales a diferentes fuerzas dentro y fuera de ese estado para actuar con diferentes propósitos políticos".
Sin embargo, existe un límite estratégico para esta variación, impuesta por el equilibrio de fuerzas dado en un tiempo y espacio específicos. Por lo tanto, en segundo lugar, el Estado tiene efectos diferenciales en varias estrategias políticas y económicas de una manera que algunos son más privilegiados que otros, pero al mismo tiempo, es la interacción entre estas estrategias lo que resulta en tal ejercicio del poder estatal. Este enfoque se llama "estratégico-relacional" y puede considerarse como una extensión creativa y el desarrollo del concepto de capital de Marx, no como una cosa sino como una relación social y el concepto de Antonio Gramsci y Nicos Poulantzas del Estado como una relación social, algo más que una sociedad política estrecha. 
Jessop usa el término "soberanía del tiempo" (o "soberanía temporal") para representar el derecho de un gobierno a tener a su disposición el tiempo requerido para la toma de decisiones políticas consideradas. Afirma que esta "soberanía del tiempo" está en peligro ya que los gobiernos se ven presionados a comprimir sus propios ciclos de toma de decisiones para que puedan realizar intervenciones más oportunas y apropiadas.

## Trabajos seleccionados
- The Capitalist State: Marxist Theories and Methods, Oxford: Blackwell 1982.
- Nicos Poulantzas: Marxist Theory and Political Strategy, London: Macmillan 1985.
- Thatcherism: a Tale of Two Nations, Cambridge: Polity (co-authors—Kevin Bonnett, Simon Bromley, Tom Ling) 1988.
- State Theory: Putting the Capitalist State in Its Place, Cambridge: Polity 1990.
- The Future of the Capitalist State, Cambridge: Polity 2002.
- Beyond the Regulation Approach Putting Capitalist Economies in their Place (co-authored with Ngai-Ling Sum) Cheltenham: Edward Elgar 2006. Winner of the Gunnar Myrdal Prize awarded given by the European Association for Evolutionary Political Economy for the best book published in 2006 broadly in line with its aims and objectives.
- State Power: A Strategic-Relational Approach, Cambridge: Polity 2007.
- Towards A Cultural Political Economy. Putting Culture in its Place in Political Economy, Cheltenham: Edward Elgar 2014.
- The State. Past, Present, Future, Cambridge: Polity 2016.